# 2043
Évszázadok: 20. század – 21. század – 22. század
Évtizedek: 1990-es évek – 2000-es évek – 2010-es évek – 2020-as évek – 2030-as évek – 2040-es évek – 2050-es évek – 2060-as évek – 2070-es évek – 2080-as évek – 2090-es évek
Évek: 2038 – 2039 – 2040 – 2041 –  2042 – 2043 – 2044 – 2045 – 2046 – 2047 – 2048
A 2043-as év (MMXLIII) a Gergely-naptár szerint csütörtöki nappal kezdődik.

## Elképzelt események
- Az Alien Legacy számítógépes játékban ekkor történik az első kapcsolatfelvétel az emberek és a kentaurok között.
- Az Acecombat világban háború tör ki a Neucom Inc. és a General Resource Ltd. között. A Universal Peace Enforcement Organizationt küldik a helyszínre, hogy elrendezze a konfliktust. A háború 2044-ig tart.
- A Star Trek-világban 2043-ban tör ki a III. világháború.
- A Futurama cselekménye szerint ekkor lesz Krisztus második eljövetele.